# Ramerupt (tổng)
Tổng Ramerupt là một tổng của Pháp nằm ở tỉnh Aube trong vùng Grand Est.
Tổng này được tổ chức xung quanh Ramerupt ở quận Troyes. 

## Hành chính
| Giai đoạn | Ủy viên          | Đảng          | Tư cách            |
| --------- | ---------------- | ------------- | ------------------ |
| 2004-2010 | Gérard Beaurieux | Divers droite | Thị trưởng Lhuître |

## Các đơn vị hành chính
Tổng Ramerupt bao gồm 24 xã với dân số 3 407 người (điều tra năm 1999, dân số không tính trùng).
| Xã                    | Dân số | Mã bưu chính | Mã insee |
| --------------------- | ------ | ------------ | -------- |
| Avant-lès-Ramerupt    | 166    | 10240        | 10021    |
| Brillecourt           | 81     | 10240        | 10065    |
| Chaudrey              | 144    | 10240        | 10091    |
| Coclois               | 143    | 10240        | 10101    |
| Dampierre             | 302    | 10240        | 10121    |
| Dommartin-le-Coq      | 60     | 10240        | 10127    |
| Dosnon                | 79     | 10700        | 10130    |
| Grandville            | 86     | 10700        | 10167    |
| Isle-Aubigny          | 142    | 10240        | 10174    |
| Lhuître               | 234    | 10700        | 10195    |
| Longsols              | 131    | 10240        | 10206    |
| Mesnil-la-Comtesse    | 52     | 10700        | 10235    |
| Mesnil-Lettre         | 47     | 10240        | 10236    |
| Morembert             | 37     | 10240        | 10257    |
| Nogent-sur-Aube       | 316    | 10240        | 10267    |
| Ortillon              | 32     | 10700        | 10273    |
| Pougy                 | 245    | 10240        | 10300    |
| Ramerupt              | 357    | 10240        | 10314    |
| Saint-Nabord-sur-Aube | 122    | 10700        | 10354    |
| Trouans               | 207    | 10700        | 10386    |
| Vaucogne              | 65     | 10240        | 10398    |
| Vaupoisson            | 139    | 10700        | 10400    |
| Verricourt            | 44     | 10240        | 10405    |
| Vinets                | 176    | 10700        | 10436    |

## Thông tin nhân khẩu
| 1962                                                     | 1968  | 1975  | 1982  | 1990  | 1999  |
| -------------------------------------------------------- | ----- | ----- | ----- | ----- | ----- |
| 3 580                                                    | 3 798 | 3 564 | 3 405 | 3 400 | 3 407 |
| Nombre retenu à partir de 1962 : dân số không tính trùng |       |       |       |       |       |